# Thanesar
Thanesar (hindi: थानेसर) és una antiga ciutat de l'Índia, a Haryana, a la riba del Ghaggar, districte de Kurukshetra (abans al districte de Karnal), a uns 160 km al nord-oest de Delhi a 29° 59′ N, 76° 49′ E / 29.98°N,76.82°E. És famosa perquè fou la capital del regne del seu nom origen de la dinastia d'Harsa o Harshavardhana; el nom deriva de l'original Sthaneshwar que vol dir "Llar del Senyor". Consta al cens del 2001 amb una població de 120.072 habitants (el 1901 eren 5.066 habitants)

## Història
En temps de Hiuen Tsiang, al segle vii, era la capital de la dinastia Vaisya (o Bais). El 648 l'ambaixador xinès enviat a Harshavardhana de Thanesar va trobar que el senapati (comandant en cap) Arjuna havia usurpat el tron i la dinastia s'havia extingit. Thanesar no obstant va restar lloc de gran santedat. El 1014 fou saquejada per Mahmud de Gazni i encara que recuperada al governador del sultà Mawdud ìbn Masud per una confederació de rages hindús entre els quals el rei paramara de Malwa, de nom Bhoja, el 1043 va restar deserta durant uns segles. Els hindús també van dominar Hansi, Nagarkot i altres viles. El gúrida Muizz al-Din Muhammad tornava a dominar la zona el 1192 després de derrotar a Prithwi Raja III a la segona batalla de Tarain (Tarawari), prop de Thanesar. En endavant formà part de l'estat gúrida i després del seu successor el sultanat de Delhi.
En temps de Sikandar Lodi (1489-1517) la ciutat havia estat restaurada i el sultà proposava fer una massacre amb els pelegrins. El 1567 Akbar va testimoniar la seva importància però més tard Aurangzeb va destruir la capella i hi va construir un castell des del qual els soldats podien disparar contra els pelegrins que es volien banyar al llac. Al segle XVIII va passar a mans d'un cap sikh i després va passar als britànics amb la resta del Cis-Sutlej al començament del segle XIX. La dinastia sikh es va extingir el 1850 i va passar per lapse als britànics. Fou declarada llavors capital d'un districte (districte de Thanesar) però fou abolit el 1862 i en endavant va perdre importància. La municipalitat es va crear el 1867.

## Llista de governants
- Mith Singh 1760 - ?
- Bhag Singh ? - 1791
- Bhanga singh 1791 - 1815
- Fateh Singh 1815 - 1819
- Mai Jian 1819 - 1830
- Ratan Kaur 1830 - 1844
- Chand Kaur 1844 - 1850